# Beauregard-et-Bassac
Beauregard-et-Bassac é uma comuna francesa na região administrativa da Nova Aquitânia, no departamento Dordonha. Estende-se por uma área de 12,29 km². Em 2010 a comuna tinha 264 habitantes (densidade: 21,5 hab./km²).